# Coqueiro Seco
Coqueiro Seco is een gemeente in de Braziliaanse deelstaat Alagoas. De gemeente telt 5.525 inwoners (schatting 2009).
De gemeente grenst aan Maceió, Marechal Deodoro en Santa Luzia do Norte.